# Iglesia de los Santos Juanes (Nava del Rey)
La iglesia de los Santos Juanes es un templo católico bajo la advocación de los Santos Juanes (San Juan Bautista y San Juan Evangelista) de Nava del Rey, en la provincia de Valladolid, comunidad autónoma de Castilla y León, en España.
Es conocida popularmente como la «Giralda de Castilla», por su airosa torre, en referencia a la Giralda de la ciudad de Sevilla.
Es un Monumentos del Patrimonio Histórico de España, declarado B.I.C., a fecha de 3 de junio de 1931.

## Historia
El edificio, que data del siglo XVI, fue desarrollado por Rodrigo Gil de Hontañón, que se hizo cargo de la construcción con las obras ya iniciadas.

## Descripción

### Exterior
Construida de mampostería y ladrillo, la parte desarrollada por Gil de Hontañón se realiza en estilo gótico, y tras la muerte de este, los aparejadores encargados del proyecto,entre los que destaca Felipe de la Cajiga, rematarán el edificio en estilo clasicista. La idea de planta rectangular, de salón, de tres naves es prácticamente lo único que se conserva de las propuestas de Rodrigo Gil de Hontañón.
Cabecera poligonal cubierta por bóveda de crucería gótica.
Posee dos puertas principales, una al Norte dedicada a San Juan Bautista y otra al Sur dedicada a San Juan Evagelista.
Campanario
Está datado que en el año 1663 se hundió el campanario destruyendo el antiguo coro y otras dependencias, y que posteriormente se alzó otro cuya construcción concluyó a principios del siglo XVIII.

### Interior

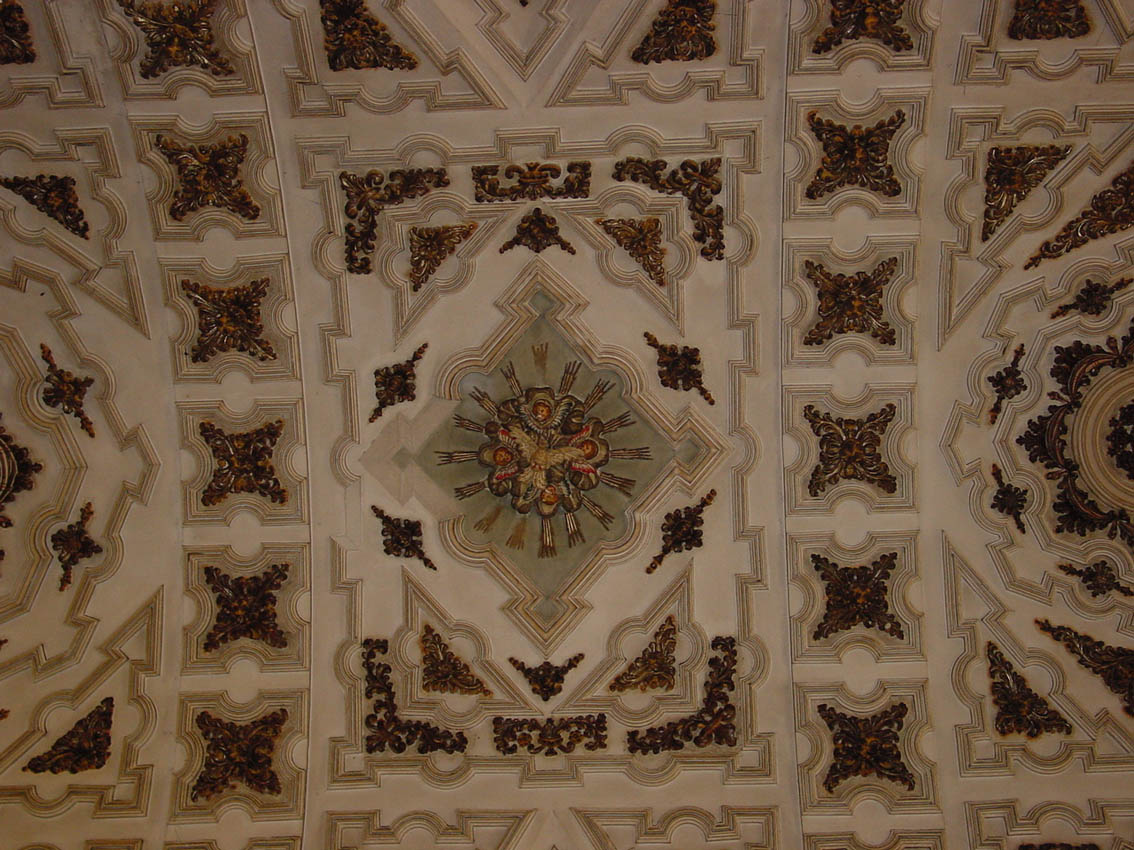
Bóveda de la sacristía

La sacristía construida en el año 1733, con muros y bóvedas de medio punto llevan una exuberante y rica decoración, se edificó bajo la traza de Alberto Churriguera.
La capilla del beneficiado Pedro González muestra el retablo del Llanto de Cristo muerto, composición de influencia flamenca de comienzos del siglo XVI, obra del Maestro de San Pablo de la Moraleja.
Destaca el retablo mayor de estilo clasicista, de principios del siglo XVII, que tiene como autores a Francisco Velázquez, como ensamblador, a Francisco Martínez, y a Gregorio Fernández, como escultor.

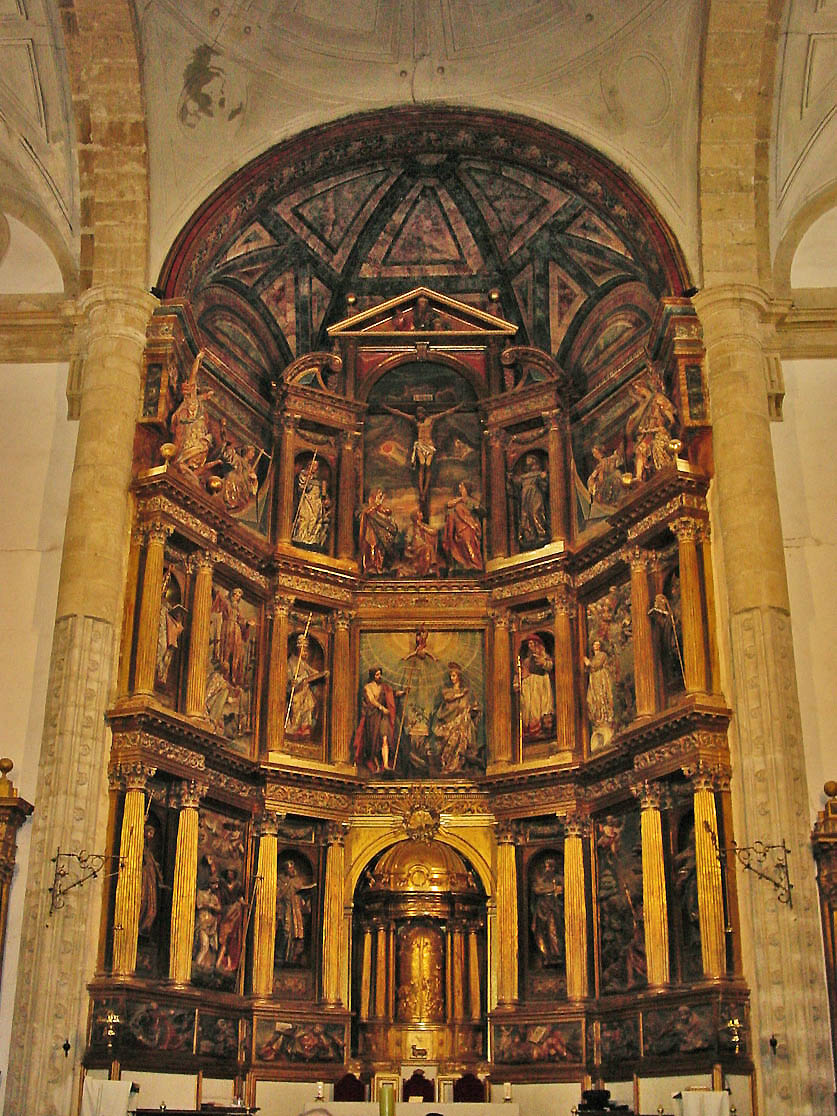
Retablo mayor

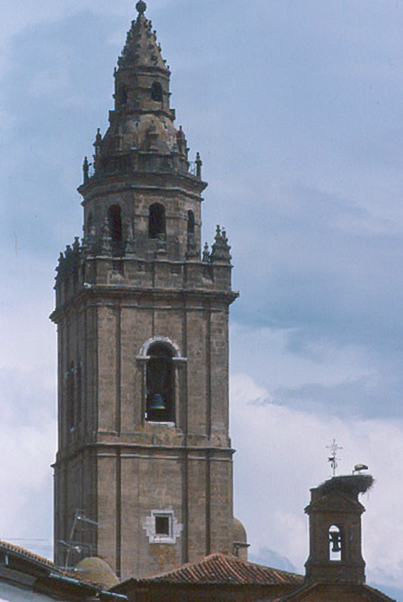
Torre

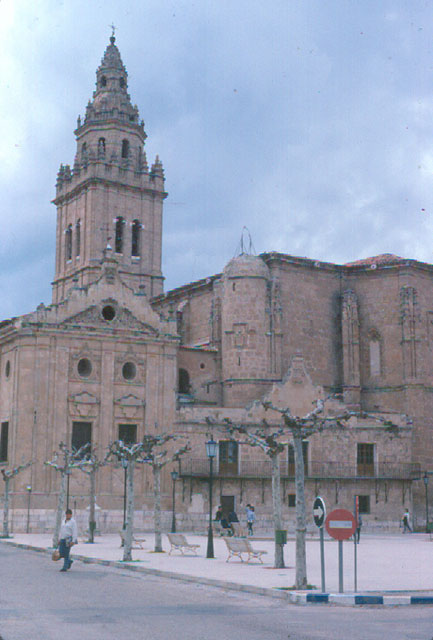
Diapositiva de la iglesia

El retablo consta de banco, dos cuerpos, tres calles, cuatro entrecalles y coronamiento. Sujeto a severas líneas de corte clásico, lleva en cada cuerpo ocho columnas de fuste estriado y capitel corintio.
- En el banco figuran los cuatro Evangelistas y dos pequeños relieves que narran el Nacimiento de Jesús y la Adoración de los Reyes Magos;
- En las calles, dos relieves que representan el Bautismo de Cristo y a San Juan Bautista haciendo penitencia en el desierto;
- En las calles laterales, San Juan en la isla de Patmos y la Virgen María;
- En las entrecalles del primer cuerpo, esculturas de San Pedro, San Pablo, San Andrés y Santiago;
- En las entrecalles del segundo cuerpo se representan los Padres de la Iglesia: San Ambrosio de Milán, San Agustín de Hipona, San Jerónimo de Estridón y San Gregorio Magno, envueltos en ropajes amplios de marcados pliegues;
- Presidiendo el retablo, un relieve con San Juan Evangelista y San Juan Bautista con su simbología respectiva;
- En el remate, un Calvario flanqueado por Santo Domingo y San Francisco.
- En el frontón del remate, Dios Padre en actitud de bendecir.

### Otras obras artísticas de interés
- Asunción de la Virgen pintura de Gil de Mena situada en el retablo del testero de la nave del evangelio;
- San Antonio abad, obra de Gregorio Fernández, presidiendo el retablo colocado en el testero de la nave de la epístola;
- Órgano barroco, uno de los más destacados de la provincia;

En la capilla del Descendimiento se exponen un conjunto de imágenes:
- Arcángel San Miguel (1736), escultura de Alejandro Carnicero;
- Esculturas de Luis Salvador Carmona, destacando el grupo de San Joaquín con la Virgen niña (hacia 1760);

## Sede parroquial
- Párroco (2007-2022): Hipólito Tabera Tabera
- Pertenece al «Arciprestazgo Nava del Rey»,
- Horario de misas: Domingo 9:30 y 12:30,
- Teléfono: +34 983 850 447